# وليد حبال
وليد حبال ممثل ومدير إنتاج سوري من مواليد دمشق يعتبر أحد أهم مدراء الإنتاج في سوريا وقد قام بإدرة إنتاج العديد من الأعمال التلفزيونية والسينمائية كما شارك كممثل في المسرح والتلفزيون والسينما.
توفي في دمشق مساء الجمعة 20 يناير 2017

## مكان وتاريخ الولادة
```
دمشق 19  - كانون الأول
```

توفي في 20\1\2017

## الحالة العائلية
متزوج وله أربعة أولاد.

### قام بإدارة إنتاج العديد من الأعمال السورية منها
- الجوارح
- مضحك مبكي
- النار والفرقة
- الزاحفون
- شاري الهم
- شوفوا الناس
- البناء 22
- الوجه الآخر
- لوين
- بنت الضرة
- قطوف من الرفوف
- مقامات الهمذاني
- حواء في التاريخ
- شمس الإسلام
- الجمر والجمار
- قطار المسافات القصيرة
- مقادير
- خوخ ورمان
- قانون الغاب
- خلف الجدران
- فيضة القيوم
- غدر الزمان
- سماح
- بنت الطناب
- بير عايض
- رجل وادي القمر
- مرايا القلوب
- أفراح مؤقتة
- درب الخطايا
- الوحل
- دندرمة
- عماكور
- فص كلاس
- السيرة النبوية

والعديد من الأعمال الأخرى

### وصلات خارجية
- وليد حبال على موقع قاعدة بيانات الأفلام العربية